# 中澤優子 (女優)
中澤 優子（なかざわ ゆうこ、1954年〈昭和29年〉5月11日 - ）は、日本の女優。茨城県出身。シネマポルト所属。

## 来歴
- 1972年（昭和47年） - NEK俳優養成所 修了
- 1975年（昭和50年） - 劇団青俳付属養成所 修了
- 1979年（昭和54年） - 劇団青俳 劇団員
- 1979年（昭和54年） - 劇団青俳 退団

## おもな出演

### 映画
- 1977年（昭和52年） - 歌麿 夢と知りせば（日本ヘラルド、監督・実相寺昭雄）
- 2005年（平成17年） - ゴーグル（トリウッドスタジオプロジェクト、監督・桜井剛）

### ドラマ
- ボクの愛妻物語（NTV系）
- 世直し奉行（NTV系）
- 太陽にほえろ!（NTV系）
- ハングマン（NTV系）
- 花王愛の劇場（CX系）
- お昼のテレビ小説「華うるし」（CX系）
- ザ・ジャッジ（CX系）
- 江戸の牙（EX系）
- 夜歩く（EX系）
- 帝銀事件（EX系）
- 悪魔が来りて笛を吹く（EX系）
- 警視庁特捜刑事の妻 第4作「警視庁特捜刑事の妻」（EX系） - 主婦 役
- 京女刑事・真行寺メイ 2「絹の道殺人事件」（TX系） - せんべい屋 役

### バラエティー
- ぼくらの社会科ノート（NHK教育、レギュラー）

### 舞台
- 美空ひばり特別公演
- 小林幸子特別公演
- 森田健作特別公演
- NEK公演
- 海抜3200メートル
- 居残り佐平治
- 分化学院公演
- トロイア戦争
- 紀ノ国屋ホール
- ラフカディオ・ハーン三部作
- 青俳アトリエ
- 落ちて行くクジャク

### CM
- ヤクルト化粧品「イメージ広告」（TVCM）
- キリンビール「ビール『マインブロイ』」（TVCM）
- 政府広報「婦人参政権推進」（ポスター）
- 高橋酒造「球磨焼酎『白岳』“THE WHITE LIE”」（TVCMシリーズ）